# Zdzisław Jankowski
Zdzisław Kazimierz Jankowski (ur. 18 lutego 1943 w Rychwale) – polski polityk, działacz związkowy, technik mechanik, samorządowiec, działacz sportowy, poseł na Sejm IV kadencji.

## Życiorys

### Wykształcenie i praca zawodowa
W 1968 ukończył Technikum Mechaniczne w Zespole Szkół Zawodowych im. Mikołaja Kopernika w Koninie. Prowadził gospodarstwo rolne, a także pracował jako monter w Energomontażu Północ. W okresie 1963–1964 był operatorem w przedsiębiorstwie transportowym w Koninie. Pracował też jako ślusarz w Konińskim Przedsiębiorstwie Budowlanym oraz przy budowie Huty Aluminium Konin. Od 1970 był zatrudniony jako specjalista techniczny w Zespole Elektrowni Pątnów-Adamów-Konin w Koninie. Działał w Ludowych Zespołach Sportowych.
Jest autorem książek Zatrzymać grabież Polski i Sam w Sejmie jak Rejtan.

### Działalność polityczna
W latach 70. należał do PZPR. W latach 1994–2001 pełnił funkcję radnego miasta Rychwał (w 1998 został wybrany z listy koalicji Ruch Patriotyczny Ojczyzna). Od 1996 do 2008 pełnił funkcję wiceprzewodniczącego Solidarności 80. Równocześnie przewodniczył zarządowi regionu wielkopolskiego tego związku. W 2001 zasiadł we władzach wojewódzkich Związku Zawodowego Rolnictwa „Samoobrona”.
W wyborach w 2001, otrzymawszy 7446 głosów, został posłem IV kadencji wybranym z listy Samoobrony RP w okręgu konińskim. Pracował w Komisji Skarbu Państwa oraz Komisji Gospodarki. W 2003 został wykluczony z tej partii. W tym samym roku współtworzył Polską Rację Stanu, w której objął funkcję wiceprzewodniczącego. Następnie przeszedł do Ligi Polskich Rodzin. W lipcu 2005 wystąpił z LPR i wrócił do Samoobrony RP, w wyborach parlamentarnych w tym samym roku z jej listy bez powodzenia ubiegał się o reelekcję (otrzymał 1557 głosów).
Następnie współpracował z Samoobroną Patriotyczną. W 2008 współtworzył partię Polska Patriotyczna, w której do 2018 pełnił funkcję wiceprzewodniczącego. W 2010 zgłosił swoją kandydaturę w przedterminowych wyborach prezydenckich z ramienia tego ugrupowania, jednak została ona odrzucona przez Państwową Komisję Wyborczą. W wyborach samorządowych w 2010 bez powodzenia kandydował z listy Polski Patriotycznej do sejmiku wielkopolskiego. W 2011 wszedł w skład rady przedstawicieli Konwentu Narodowego Polskiego. W wyborach samorządowych w 2014 bezskutecznie ubiegał się o urząd burmistrza Rychwała (otrzymał 3,83% głosów i zajął ostatnie miejsce spośród czterech kandydatów). W wyborach prezydenckich w 2015 zgłosił swój komitet, reprezentując partię Związek Słowiański, jednak nie zebrał wystarczającej do rejestracji kandydatury liczby podpisów. W wyborach parlamentarnych w tym samym roku był kandydatem Polski Patriotycznej do Senatu w okręgu nr 93. W 2017 został wiceprzewodniczącym Związku Słowiańskiego (był nim do 2019, pozostając potem w zarządzie tej partii). Pozostał jednocześnie czołowym działaczem Polski Patriotycznej (wyrejestrowanej w 2019). W wyborach parlamentarnych w 2019 otwierał listę Akcji Zawiedzionych Emerytów Rencistów w okręgu konińskim, będąc także szefem sztabu okręgowego tej partii. W 2021 znalazł się wśród założycieli reaktywowanej Samoobrony RP, zarejestrowanej we wrześniu 2022. W wyborach parlamentarnych w 2023 jako członek tej partii został kandydatem Normalnego Kraju do Senatu w okręgu nr 96.